# Franz Brentano
Franz Clemens Brentano (Marienberg am Rhein, 1838. január 16. – Zürich, 1917. március 17.) német filozófus és pszichológus.

## Filozófiája
Németországban, Boppard közelében született. Elsősorban a pszichológiai kérdésekkel foglalkozik a tudatfilozófiában. A filozófia módszerét azonosítja a természettudományokéval. A világ jelenségeit két részre, fizikaira és pszichikaira osztja: a pszichikai jelenségek megkülönböztető tulajdonságát az intencionalitásban és a közvetlen megismerésben látja. Az utóbbi szerint a fizikai világra vonatkozó megfigyelések csak utólagos reflexió lévén lehetségesek, míg a belső észlelés közvetlen evidencián alapszik.
A mentális jelenségek szerinte háromfélék lehetnek: 
- képzetek, melyek a tárgyaknak az elmében jelenlévő képeit jelentik;
- ítéletek, melyek valami valóságosságáról vagy valótlanságáról tett kijelentések;
- érzelmi-akarati jelenségek, melyek nem ítéleten, hanem érzelmeken alapuló elvetést vagy elfogadást jelentenek. Ilyen a szeretet vagy gyűlölet jelensége.

### Az intencionalitás
A szó „valamire való irányultság”-ot jelent. Minden mentális tevékenységünk valamilyen „tárggyal” foglalkozik. A tudat adott tárgyra irányul, de az intencionalitás nem a tudat és tárgy viszonya, hanem csak a tudat beállítódása a tárgy megragadására. Nem jelenti tehát a viszonyban állók feltétlen létezését.
A fogalom központi szerepet játszik majd Edmund Husserl filozófiájában.

## Magyarul megjelent művei
- Az erkölcsi ismeret eredete; ford., bev. Mezei Balázs; Kossuth, Bp., 1994